# Pagoda in pietra di sette piani di Tappyeong
La pagoda in pietra di sette piani di Tappyeong (in hangul: 충주 탑평리 칠층석탑) conosciuta anche con il nome di pagoda Jungang (pagoda centrale) è una pagoda alta 14,5 metri eretta vicino al fiume Han, nella provincia del Chungcheong Settentrionale, nella Corea del Sud. Questa è la più alta pagoda in pietra del periodo Silla unificato.

## Storia
Si crede che la pagoda venne costruita durante il regno di re Wonseong, nell'VIII secolo circa, e ha uno stile tipico di quel periodo. Si suppone che la pagoda potesse far parte di un tempio, come dimostrerebbero alcuni artefatti ritrovati nei pressi della pagoda stessa nel 1917, compresi oggetti religiosi e uno specchio del periodo Goryeo.
La pagoda è stata inserita nella lista del tesoro nazionale della Corea del Sud nel 1962. 
Stando ad una leggenda, la pagoda si troverebbe proprio al centro del Paese. Infatti, se due persone, una dai confini settentrionali e una da quelli meridionali, iniziassero a camminare alla stessa velocità, si incontrerebbero proprio sul sito della pagoda.